# Iglesia de Chañaral
La iglesia Nuestra Señora del Carmen de Chañaral, o simplemente iglesia parroquial de Chañaral, es un templo católico y monumento histórico localizado en la comuna Chañaral, Región de Atacama, Chile. Este inmueble patrimonial se construyó en 1864. El 10 de diciembre de 1894 obtuvo la categoría de "iglesia parroquial", al ser creada la Parroquia Nuestra Señora del Carmen de Chañaral. Fue erigido en honor a Nuestra Señora del Carmen y pertenece al conjunto de monumentos nacionales de Chile desde el año 1985 en virtud del D. S. 727 del 14 de octubre de 1985; se encuentra en la categoría «Monumento Histórico».

## Historia

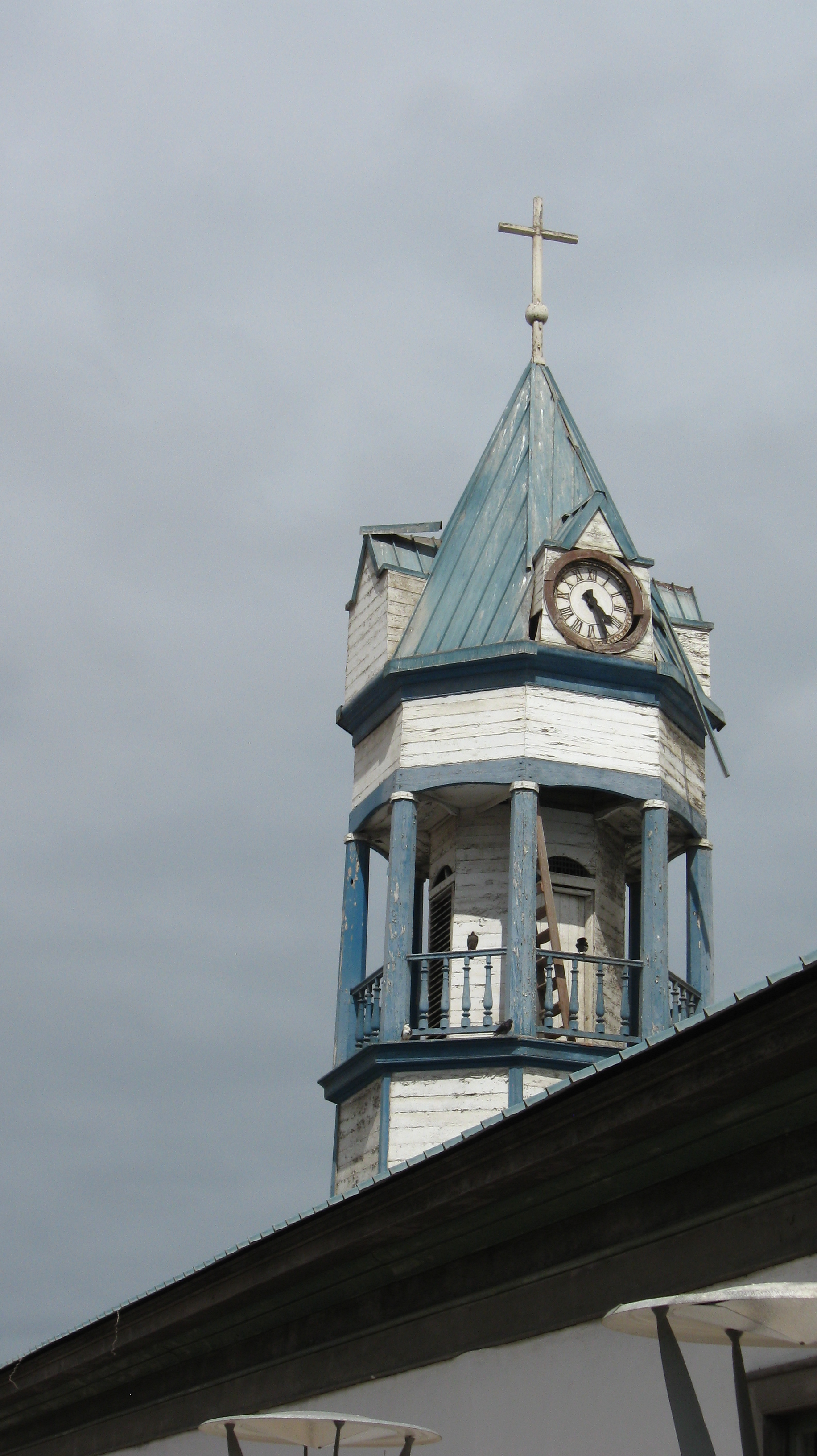
Vista posterior del Campanario.

La construcción se ubica en la plaza de armas del pueblo de Chañaral y se remonta al año 1864 «como respuesta a la necesidad de contar con una capilla propia para el puerto, ya que la fe católica era entregada solamente por la Parroquia de Caldera».
Se edificó principalmente en madera y su estilo arquitectónico es eminentemente neoclásico «producto de la influencia de las misiones anglosajonas»; en particular, «su estructura es de tabiquería de madera, cañas de Guayaquil y estuco de barro, arena y cal. Su cubierta es de fierro galvanizado». La construcción se realizó principalmente gracias a los aportes de los fieles y fondos estatales.
A fines del año 2009 se lanza un proyecto de restauración de este inmueble patrimonial, en el marco del Programa «Puesta en Valor del Patrimonio» del Gobierno de Chile.
La reapertura del templo fue calificada por el sacerdote como un paso que “levanta la esperanza y la alegría de Chañaral, la Iglesia restaurada es un signo de la presencia de Dios en medio de su pueblo y de la alegría y la fuerza que da la fe” y dijo que esto marca una nueva etapa, con un Chañaral mucho mejor. “El corazón de los chañaralinos no se lo llevó el aluvión; está vivo y presente” dijo el sacerdote en ese entonces, padre Jaime